# Palazzo di Sangro di Casacalenda
Palazzo di Sangro di Casacalenda je aristokratska palača iz 18. stoljeća koja se nalazi prekoputa trga od crkve San Domenico Maggiore u središnjem Napulju, regija Kampanija, Italija. Istočni bok pročelja okrenut je prema pročelju crkve Sant'Angelo a Nilo.

## Povijest
Početni nacrt navodno je napravio Cosimo Fanzago u kasnom 16. stoljeću . Godine 1754. – 1762. arhitekti Mario Gioffredo i kasnije Luigi Vanvitelli obnovili su palaču kakvu danas uglavnom vidimo, za vojvotkinju Mariannu de Sangro di Casacalenda. Rečeno je da je tijekom ove izgradnje srušena crkva Santa Maria della Rotonda iz bizantskog doba. Tu je crkvu navodno podigao car Konstantin na vrhu Vestinog hrama. Stupovi hrama sada se koriste u dvorištu. Dizajn monumentalnih pilastara gornjih katova pročelja pripisuje se Mariu Gioffredu. Godine 1831. palaču je obitelj Sangro prodala obitelji Del Balzo
Godine 1922., u sklopu urbane obnove Napulja i radi proširenja Via Mezzocannone, srušen je najistočniji zaljev palače, što je zahtijevalo uklanjanje fresaka s ovog dijela piano nobile. Freske su premještene u muzej Capodimonte.

## Vanjske poveznice
|  | Zajednički poslužitelj ima još gradiva o temi Palazzo di Sangro di Casacalenda |